# Bílkovice
Bílkovice är en ort i Tjeckien.   Den ligger i regionen Mellersta Böhmen, i den centrala delen av landet, 50 km sydost om huvudstaden Prag. Bílkovice ligger 358 meter över havet och antalet invånare är 198.
Terrängen runt Bílkovice är huvudsakligen platt. Bílkovice ligger nere i en dal. Runt Bílkovice är det ganska glesbefolkat, med 48 invånare per kvadratkilometer. Närmaste större samhälle är Benešov, 12,7 km väster om Bílkovice. I omgivningarna runt Bílkovice växer i huvudsak blandskog.